# Torre de extensiones cuadráticas
En matemáticas y más particularmente en álgebra, dentro del marco de la teoría de cuerpos, una torre de extensiones cuadráticas es una sucesión finita K0,…, Kn de cuerpos, cada uno de los cuales es una extensión cuadrática del anterior. El cuerpo Kn es entonces una extensión finita de grado 2n de K0. Si además la característica de estos cuerpos no es 2, entonces estas extensiones son separables.
La noción está naturalmente ligada a la de regla y compás: la construcción del polígono regular de 17 lados (descubierta por Carl Friedrich Gauss en 1796) puede analizarse en términos de una serie de extensiones cuadráticas; el teorema de Wantzel (Wantzel 1837) permite caracterizar los número construibles con la regla y el compás en términos de torres de extensión cuadrática. Este teorema permitió cerrar algunas grandes cuestiones abiertas de la matemática griega, como la duplicación del cubo y la trisección del ángulo. El estudio de estas extensiones permite, gracias a la teoría de Galois, una demostración del teorema de Gauss-Wantzel, que da la lista de polígonos regulares construibles con regla y compás.
Muchos autores utilizan la noción directamente, sin atribuirle un nombre en particular, y hablan, en ocasiones, simplemente de "una serie de extensiones cuadráticas".

## Ejemplos
- Cualquier extensión cuadrática es una torre (con un solo elemento) de extensiones cuadráticas, pero la noción de torre no es realmente relevante en este caso: el concepto de extensión cuadrática es suficiente.
- Sea a un número entero, n un entero natural, p = 2n y r una raíz p-ésima de a. Entonces, ℚ(r) es el último cuerpo de una torre de extensiones cuadráticas en ℚ de longitud menor o igual a n. De hecho, si se escribe rn = r y, para k de n a 1, rk–1 = rk2, entonces ℚ(rk) es una extensión del grado 1 o 2 de ℚ(rk–1) y ℚ(r0) = ℚ(a) = ℚ. Por otro lado, la extensión ℚ(r) de ℚ no es normal en general: por ejemplo, para n = 2 y a = 2, dos de los cuatro conjugados sobre ℚ de la cuarta raíz de 2 no son reales, y sin embargo, la extensión ℚ({\displaystyle {\sqrt[{4}]{2}}}) es real.
- Sea n un número entero cuya función φ de Euler es una potencia de 2; entonces el cuerpo ciclotómico de una raíz primitiva de la unidad de orden n se descompone en torres de extensiones cuadráticas. Este resultado se demuestra en el artículo teorema de Gauss-Wantzel para los casos n = 5 y n = 17. Se establece con carácter general en el epígrafe siguiente.

## Propiedades de Galois
Cuando una extensión L/K consta de los dos extremos de una torre de extensiones cuadráticas, su grado es, por construcción, una potencia de 2. La condición recíproca es verdadera si la extensión es galoisiana:
| Toda extensión de Galois cuyo grado es una potencia de 2 es una torre de extensiones cuadráticas |

| Demostración |
| El orden del grupo de Galois coincide con el grado 2n de la extensión. Por lo tanto, es un 2-grupo finito. En consecuencia, tiene una serie de Jordan-Hölder cuyos cocientes son de orden 2. El teorema fundamental de la teoría de Galois asocia a esta secuencia una torre de extensiones cuadráticas. |

Sin embargo, una extensión algebraica L/K es galoisiana si y solo si es normal (a diferencia, por ejemplo, de ℚ({\displaystyle {\sqrt[{4}]{2}}})/ℚ) y separable (es decir, los polinomios mínimos en L de los elementos de K no tienen raíces múltiples) y esta segunda condición es fácil de satisfacer:
| Enunciado Sobre un cuerpo de característica diferente de 2, cualquier extensión de grado igual a una potencia de 2 es separable. |

| Demostración |
| En tal cuerpo K, para todo entero natural k, 2k no es cero. Sea entonces P el polinomio mínimo en K de un elemento de L. El grado de P es una potencia de 2, por lo tanto, la derivada de su monomio dominante no es cero. El polinomio P es, por tanto, un polinomio irreducible de derivada distinta de cero, de modo que es separable. |

## Cierre cuadrático
| Enunciado En un cierre fijo de K, la unión de todas las torres de extensiones cuadráticas en K es un cuerpo. |

| Demostración |
| Sean x e y dos elementos de esta unión L; F el último cuerpo de una torre de extensiones cuadráticas que contienen x; y K1 = K (y1), K2 = K1(y2),…, Km = Km–1 (ym) una torre de extensiones cuadráticas denominada Km que contiene a y. Entonces, la torre que termina con F, extendida por F1 = F (y1), F2 = F1 (y2),…, Fm = Fm–1 (ym), es una secuencia creciente de extensiones de grados 1 o 2 y Fm contiene a K(x, y), que por lo tanto se incluye en L. (Una demostración gráfica en el caso especial en el que K es un sub-cuerpo de ℝ se presenta en el artículo "número construible") |

Por lo tanto, es una extensión algebraica de K, y es su extensión más pequeña cuadráticamente cerrado. Se llama cierre cuadrático de K.
El cierre cuadrático de ℚ es el cuerpo de los números complejos construibles (se da una definición geométrica equivalente en el artículo número construible, identificándose entonces el plano complejo con el plano euclidiano). Es una extensión de grado infinito.
De hecho, para cualquier potencia p de 2, contiene, por ejemplo, ℚ(√p), que es de grado p sobre ℚ.

## Resultados geométricos
Las propiedades anteriores demuestran que:
- Cualquier número construible es algebraica de grado una potencia de 2, que resuelve negativamente tres de los problemas de la antigüedad:
  - Duplicar el cubo no tiene una solución construible (usando regla y compás)
  - La trisección de un ángulo arbitrario, ya sea porque
  - Un n-ágono regular no es construible si n no es el producto de números primos de Fermat distintos por una potencia de 2
- Cualquier elemento de una extensión normal de ℚ de grado una potencia de 2 es construible,[1] lo que muestra que a la inversa:
  - La condición necesaria anterior para que un n-ágono regular sea construible también es suficiente (razonando sobre el n-ésimo cuerpo ciclotómico).

La condición necesaria para que un complejo z sea construible (que es que su grado sea una potencia de 2) no es suficiente en general, ya que para cualquier número entero n ≥ 2, hay una infinidad de polinomios (irreducibles y de grado n) con coeficientes enteros cuyo grupo de Galois en ℚ es el grupo simétrico Sn.